# Julius Jaenzon

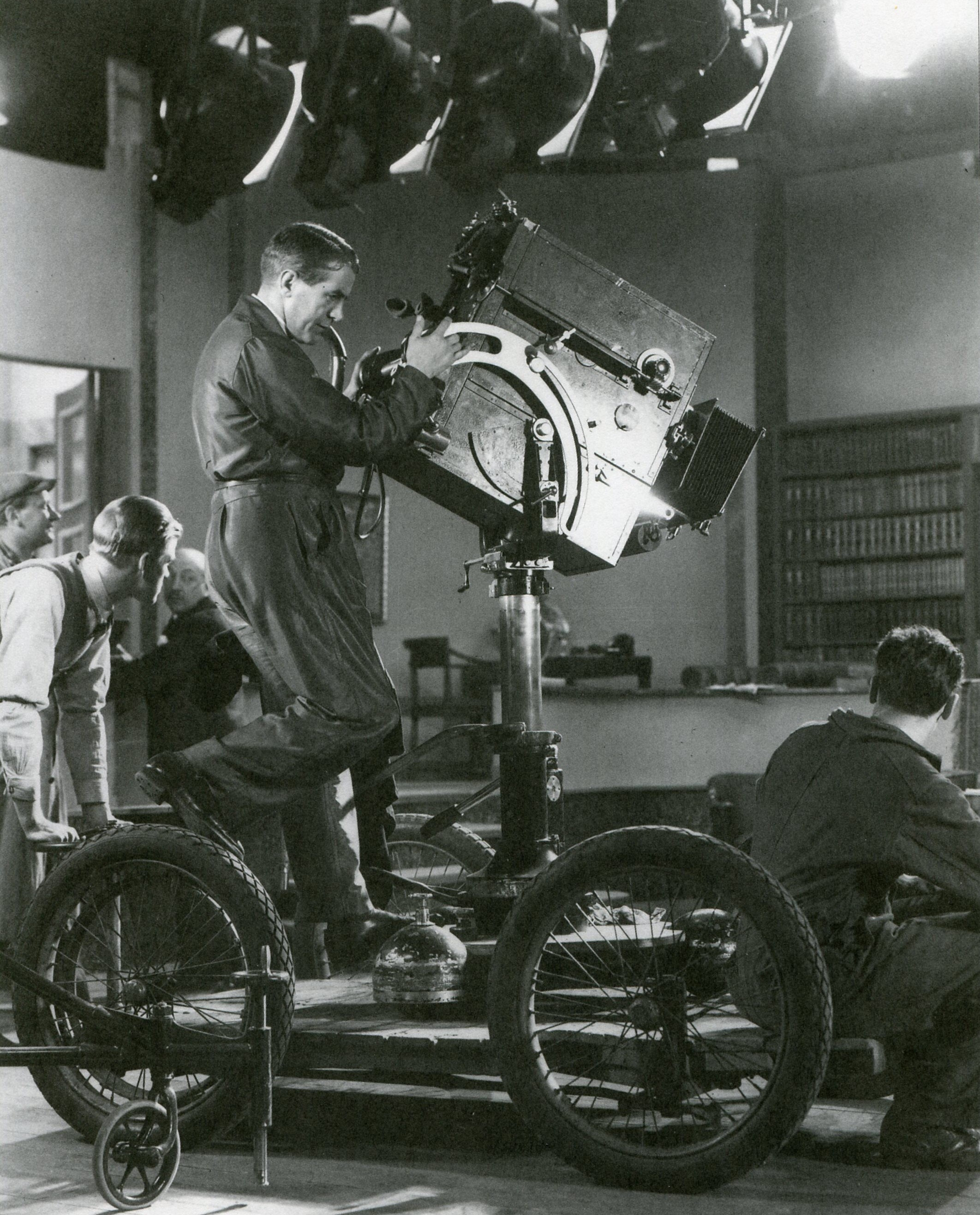
Julius Jaenzon vid inspelningen av En natt på Smygeholm på Filmstaden Råsunda 1933.

Joel Julius Jaenzon, född 8 juli 1885 i Göteborg, död 17 februari 1961 i Oscars församling, Stockholm, var en svensk filmfotograf och filmregissör.

## Biografi
Jaenzon utbildade sig till porträttfotograf och kom i kontakt med film 1905. Han filmade den första norska spelfilmen Fiskerlivets farer och arbetade en period i USA. Han anställdes 1910 som laboratoriechef och fotograf på Svenska Bio.
Han kom att bli den förste betydande filmfotografen i svensk film med över 100 filmer där han svarade för foto. Han samarbetade mest med regissörerna Victor Sjöström och Mauritz Stiller. Han var bror till filmfotografen Henrik Jaenzon. En del av hans produktion är utgiven under pseudonymen J. Julius.
Jaenzon är begravd på Norra begravningsplatsen utanför Stockholm. 

## Filmografi roller
- 1932 – Svärmor kommer
- 1916 – Vingarne
- 1912 – Två svenska emigranters äfventyr i Amerika

## Regi
- 1929 – Säg det i toner (regi tillsammans med Edvin Adolphson)
- 1930 – Ulla, min Ulla

## Filmfoto i urval
- 1948 – Livet på Forsbyholm

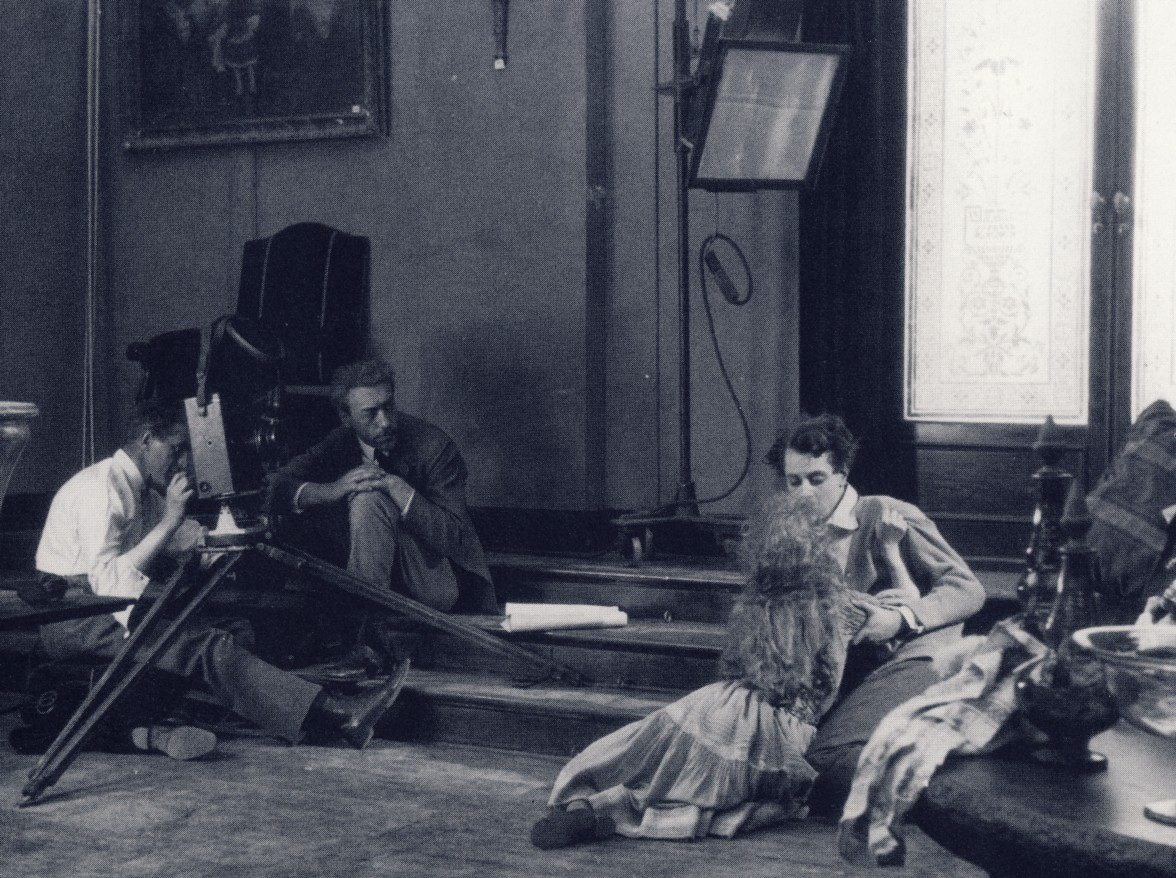
Mauritz Stiller (t.h. om kameran) och Julius Jaenzon, 1922 vid inspelningen av Gunnar Hedes saga

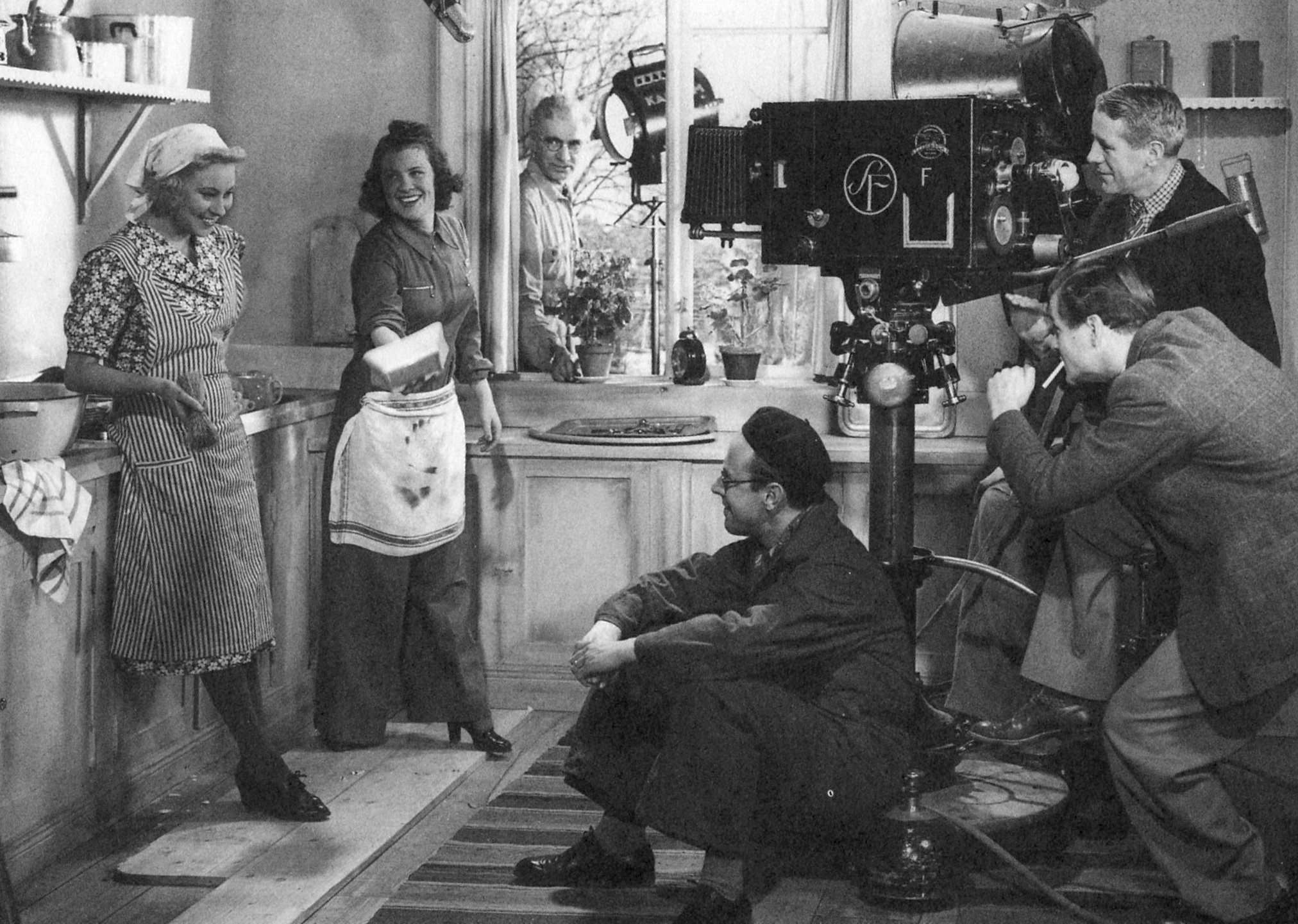
Från inspelningen av Landstormens lilla argbigga på Filmstaden, Solna 1941. Från vänster: Marianne Löfgren, Sickan Carlsson, mannen i fönstret (okänd), Nils Jerring (sittande), George Fant och Julius Jaenzon (stående).

- 1946 – 91:an Karlsson. "Hela Sveriges lilla beväringsman"
- 1944 – Hans officiella fästmö
- 1942 – Löjtnantshjärtan
- 1942 – Livet på en pinne
- 1941 – Dunungen
- 1941 – Göranssons pojke
- 1941 – Landstormens lilla argbigga
- 1941 – Den ljusnande framtid
- 1939 – Filmen om Emelie Högqvist
- 1937 – Vi går landsvägen
- 1936 – Johan Ulfstjerna
- 1936 – Äventyret
- 1935 – Bränningar
- 1934 – Sången om den eldröda blomman
- 1933 – En natt på Smygeholm
- 1933 – Giftasvuxna döttrar
- 1933 – En melodi om våren
- 1932 – Sten Stensson Stéen från Eslöv på nya äventyr
- 1932 – Service de nuit
- 1931 – Markurells i Wadköping
- 1930 – Charlotte Löwensköld
- 1930 – Fridas visor
- 1930 – Mach' mir die Welt zum Paradies
- 1930 – För hennes skull
- 1930 – Ulla, min Ulla
- 1930 – Väter und Söhne
- 1929 – Säg det i toner
- 1929 – Hjärtats triumf
- 1928 – Synd
- 1928 – Parisiskor
- 1927 – Hans engelska fru
- 1926 – Hon, den enda
- 1926 – Till Österland
- 1925 – Två konungar
- 1925 – Ingmarsarvet
- 1924 – Livet på landet
- 1924 – Gösta Berlings saga
- 1923 – Eld ombord
- 1923 – Gunnar Hedes saga
- 1923 – Karusellen
- 1922 – Vem dömer
- 1921 – Körkarlen
- 1920 – Mästerman
- 1919 – Herr Arnes pengar
- 1919 – Dunungen
- 1917 – Alexander den store
- 1916 – Balettprimadonnan
- 1916 – Vingarne
- 1915 – När konstnärer älska
- 1915 – Judaspengar
- 1915 – Högsta vinsten
- 1915 – Strejken
- 1915 – Det var i maj
- 1914 – Skottet
- 1914 – Stormfågeln
- 1914 – Bröderna
- 1914 – Kammarjunkaren
- 1914 – För sin kärleks skull
- 1913 – En pojke i livets strid
- 1913 – När kärleken dödar
- 1913 – På livets ödesvägar
- 1913 – En skärgårdsflickas roman
- 1913 – Den moderna suffragetten
- 1913 – När larmklockan ljuder
- 1913 – Den okända
- 1913 – Äktenskapsbyrån
- 1913 – Barnet
- 1913 – De lefvande dödas klubb
- 1912 – Laban Petterkvist tränar till Olympiska spelen
- 1912 – Två svenska emigranters äfventyr i Amerika
- 1912 – Kolingens galoscher
- 1912 – Agaton och Fina
- 1912 – Det gröna halsbandet
- 1912 – Farbror Johannes ankomst till Stockholm eller Hvad en glad frukost på Metropol kan ställa till
- 1912 – Bränningar eller Stulen lycka
- 1911 – Opiumhålan